# Castelo de Wagenbourg

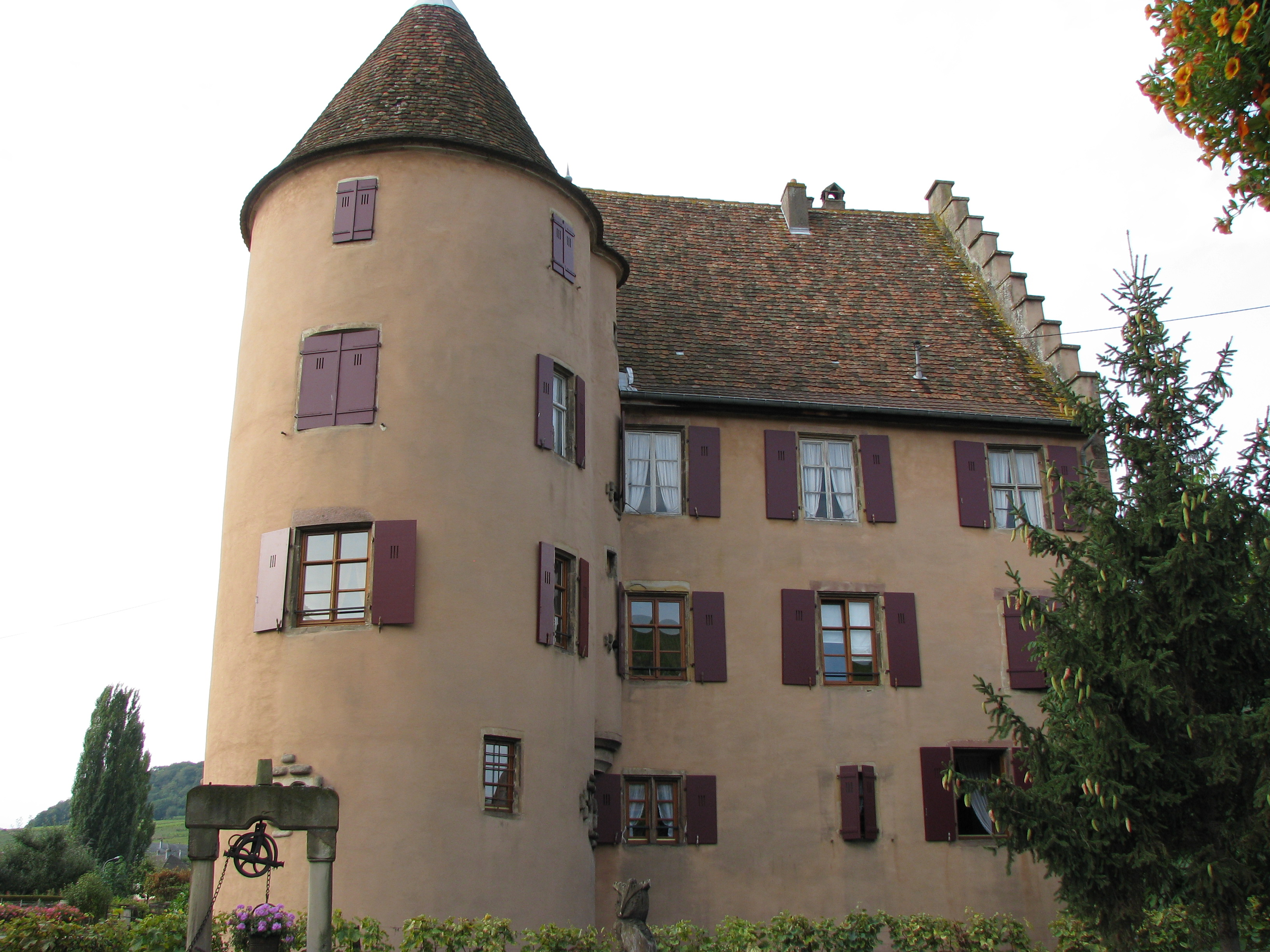
Château Wagenbourg na Rua Valley, Soultzmatt, França

Château Wagenbourg é um castelo localizado na comuna de Soultzmatt, no departamento de Haut-Rhin, na Alsácia, na na França. É um monumento histórico listado desde 1987.